# CoroCoro Comic
CoroCoro Comic (コロコロコミック?, KoroKoro Komikku) è una rivista giapponese mensile di manga pubblicata dalla Shogakukan. Come target ha soprattutto i bambini della scuola elementare, ma anche i ragazzi di giovane età.
Il nome proviene dal suono onomatopeico korokoro (ころころ), che rappresenta qualcosa di sferico, grande o piccolo, amato dai bambini. Inoltre la stessa rivista nelle sue dimensioni rappresenta un korokoro, in quanto ha più di 800 pagine in formato A5 a comporla.
Il CoroCoro Comic ha due riviste sorelle: Il Bessatsu CoroCoro ed il CoroCoro Ichiban!, entrambi bimestrali.

## Storia
La rivista fu lanciata il 15 maggio 1977 a Tokyo come contenitore per la serie Doraemon, molto popolare in Giappone. La rivista conteneva tutte le storie di Doraemon uscite precedentemente su varie collane differenti. Successivamente, con l'avvento della serie Pokémon, il CoroCoro Comic divenne anche un punto di riferimento per ogni notizia riguardante i giochi e, successivamente, i vari manga ed anime della serie stessa. Addirittura, la versione giapponese del videogioco Pokémon Blu fu inizialmente venduta solamente attraverso la rivista.

## Manga

### Anni 1960
- Kaibutsu-kun

### Anni 1970
- Doraemon

### Anni 1980
- Bikkuriman
- Oyaji-chan
- Dodge Danpei
- Ganbare, Kickers

### Anni 1990
- Ape Escape
- Crash Bandicoot
- Donkey Kong
- Duel Masters
- Fatal Fury Special
- Kirby
- Let's & Go - Sulle ali di un turbo
- Macross 7
- Magico Dan, super campione
- Manga de hakken!Tamagotchi
- Pokémon
- Street Fighter II V
- Super B-Daman
- Cyborg Kuro-chan
- Superauto Mach 5
- Super Mario-Kun
- Tamagotchi
- Wataru
- Zoids'

### Anni 2000
- 100% Pascal-sensei
- Battle B-Daman
- Beyblade
- Bomberman Jetters
- Crash B-Daman
- Croket!
- Future Card Buddyfight
- Jak x Daxter ~Itachi de Waruika!!~
- Mushiking
- Rockman EXE
- Pokémon Gold & Silver
- Pokémon Diamond & Pearl
- Ratchet & Clank - Gagaga! Ginga no Gakeppuchi Densetsu
- Ryusei no Rockman
- Sonic! Dash & Spin
- I'm Galileo!
- Kirby of the Stars
- Zettai zetsumei: denjarasu jiisan